# Vittoria
Vittoria je italské město při jižním pobřeží Sicílie, asi 25 km západně od hlavního města provincie Ragusy. K 31. 12. 2019 v něm žilo 63.740 obyvatel. Leží na úpatí Monti Iblei, v úrodném kraji, kde se odedávna pěstují víno, olivy a pšenice. Na jih od města se nachází přírodní rezervace Pino d'Aleppo.

## Historie

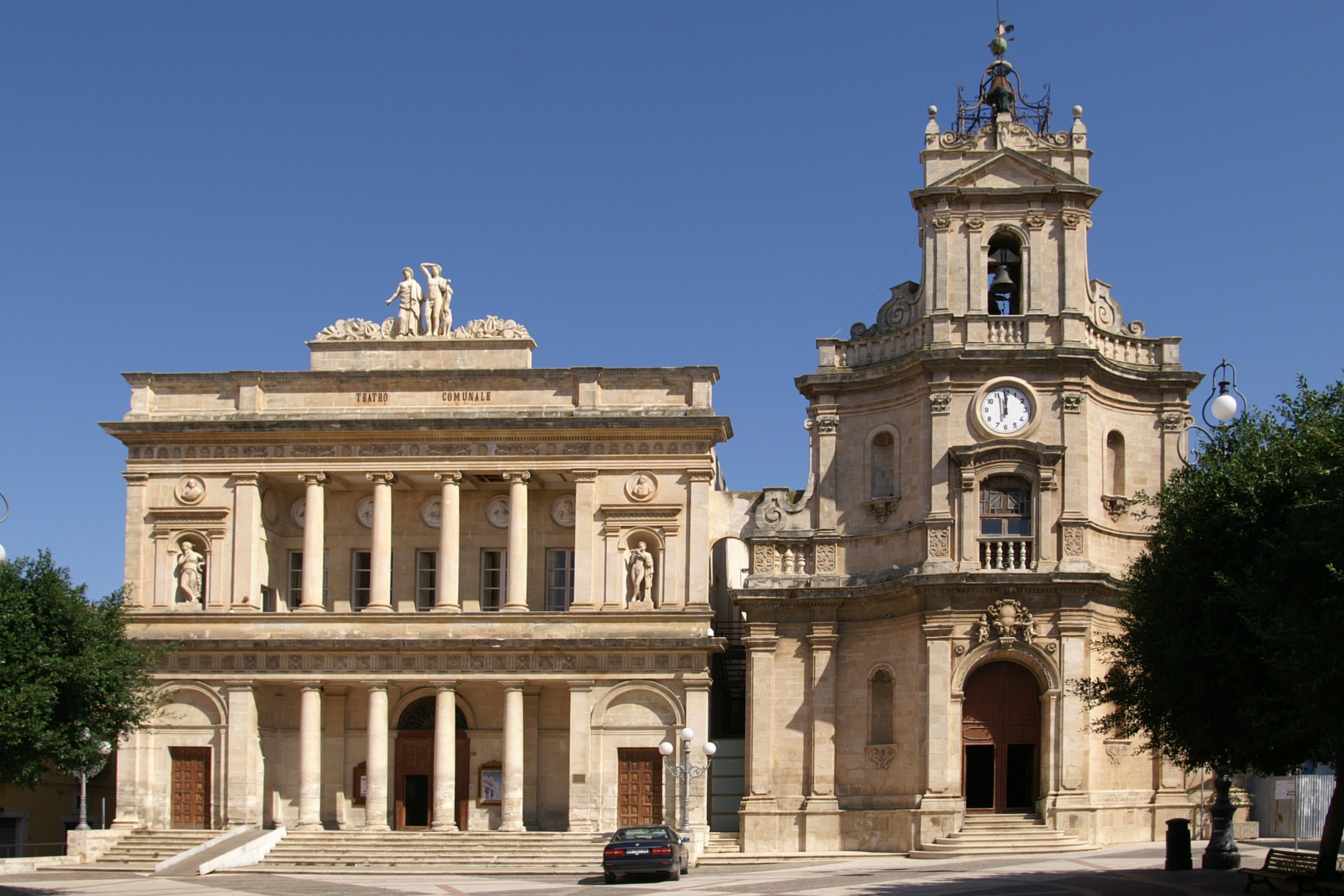
Kostel Zvěstování P. Marie a divadlo

Město založila roku 1607 italská hraběnka Vittoria Colonna (1492-1547), dcera španělského generála Marcantonia Colonny, a dala mu také své jméno.
Roku 1693 bylo město zničeno silným zemětřesením a znovu vystavěno na přísně geometrickém šachovnicovém plánu.

## Vývoj počtu obyvatel
Počet obyvatel

## Památky
- Kostel Panny Marie Madonna delle Grazie - původem raně barokní stavba, přestavěná po zemětřesení
- Bazilika sv. Jana Křtitele - patrona města
- Městské divadlo - klasicistní stavba z let 1869-1877, architekt Bartolo Morselli
- Piazza del Popolo, centrum města, bronzový pomník obětem světových válek
- Palác rodiny Traina - románsko-gotická stavba
- paláce a vily v sesesním stylu
- Museo civico - městské muzeum s expozicí římských antických památek, zejména archeologických nálezů z lokality Camarina, která lrží asi 6 km od města

## Osobnosti města
- Danilo Napolitano (* 1981), cyklista

## Partnerská města
- Mátészalka, Maďarsko, 1997
- Siggiewi, Malta, 2003

## Galerie obrázků

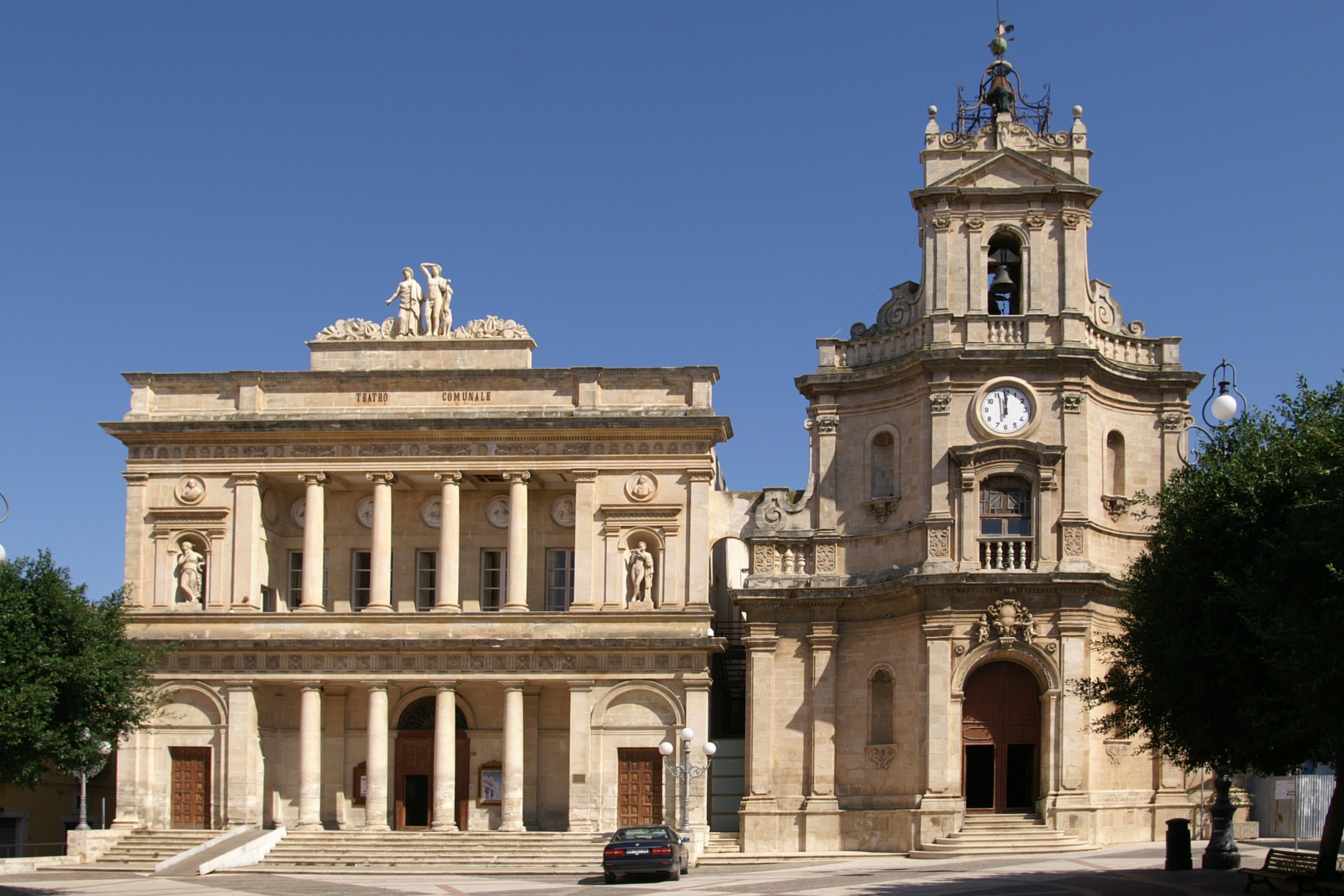
Kostel P. Marie a divadlo
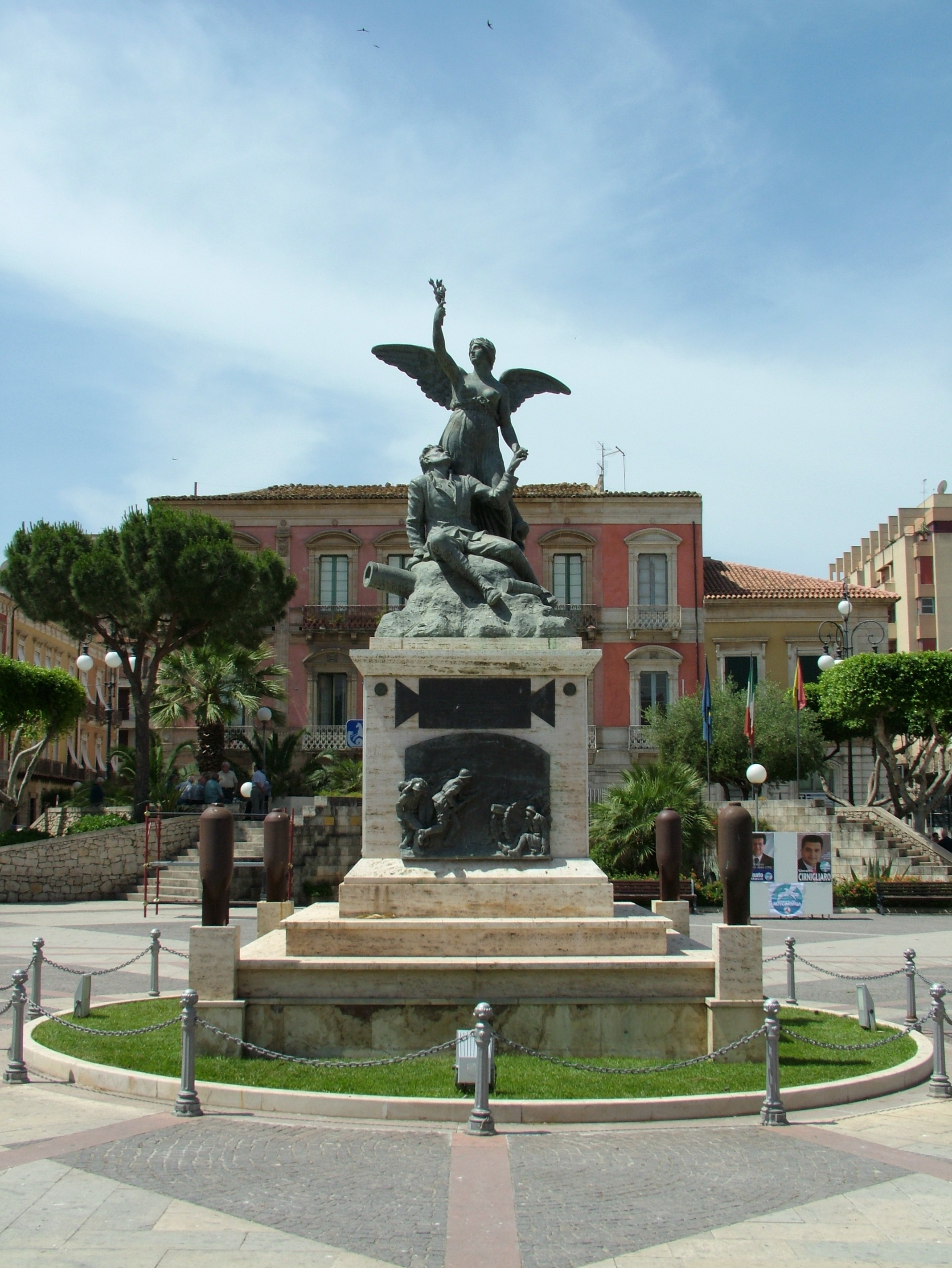
Piazza del Popolo
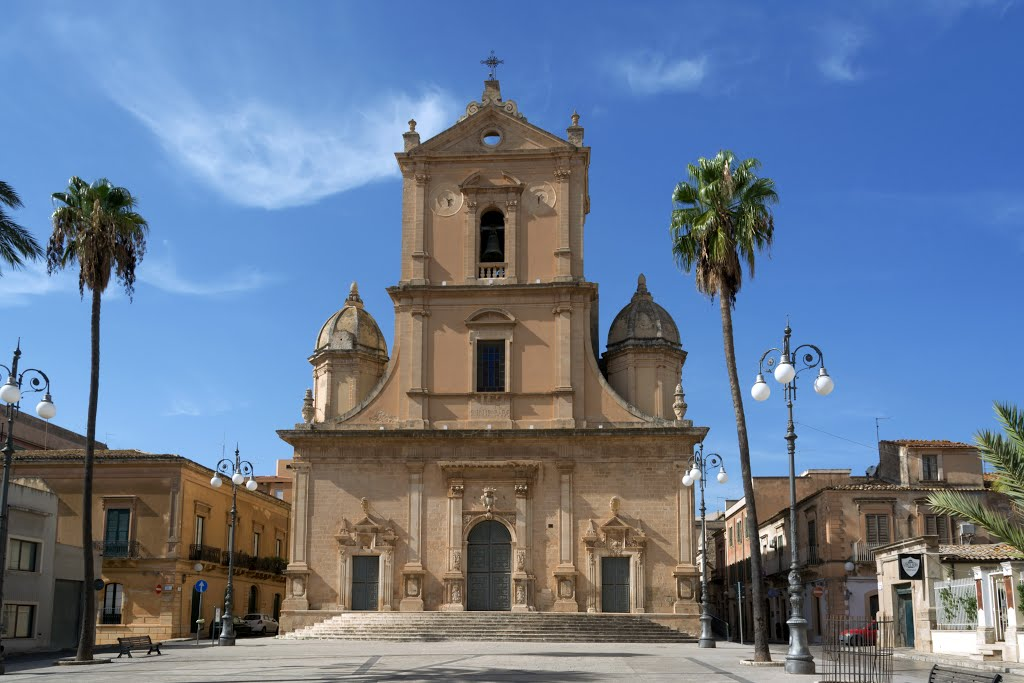
Basilica di San Giovanni Battista
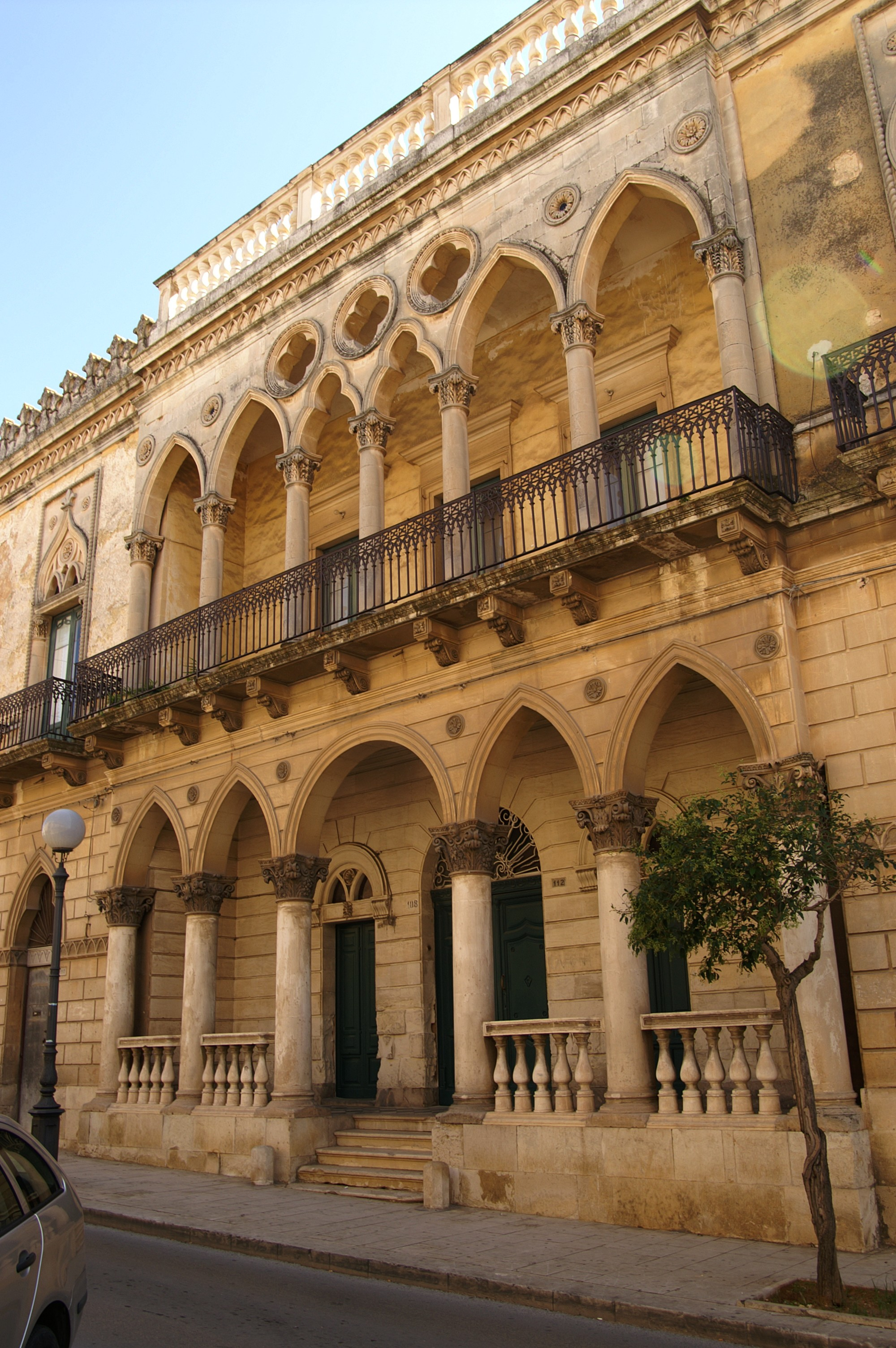
Palazzo Traina